# Amy (demon)

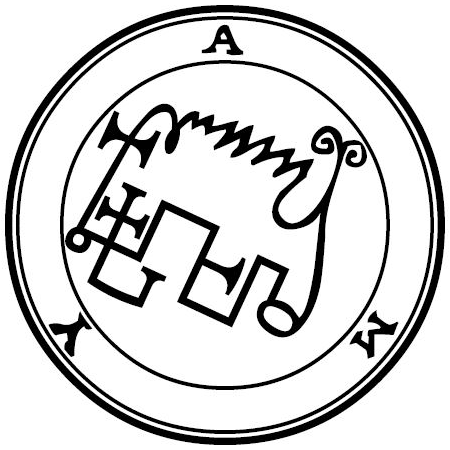
Sigil potrzebny do przywołania Amy

Amy – demon w tradycji okultystycznej, upadły anioł, przywódca (prezydent), a według Dictionnaire Infernal również książę piekła.  Znany również pod imionami Awnas i Ami.  Rozporządza 36 legionami duchów. Dowodzi upadłymi aniołami, które należały do Chóru Aniołów i Mocy, sam Amy przed upadkiem przynależał do tych Chórów. W Sztuce Goecji jest pięćdziesiątym ósmym, a w Pseudomonarchii Daemonum sześćdziesiątym pierwszym duchem.
Według jednej z legend miał powiedzieć królowi Salomonowi, że powróci na Siódmy Tron w Niebie za 1200 lat. Natomiast Dictionnaire Infernal podaje, że po 200 tysiącach lat. Według Johanna Weyera nigdy to nie nastąpi.

## Wdemonologii
By go przywołać i podporządkować, potrzebna jest jego pieczęć, która według Sztuki Goecji powinna być zrobiona z rtęci.
Uczy nauk wyzwolonych i astrologii. Potrafi wykraść pilnowane i zebrane przez inne demony skarby. Dostarcza duchów opiekuńczych i służących.
Przedstawiany jest pod postacią ognia, po czym przybiera postać człowieka.